# Jimmy Van Heusen
Jimmy Van Heusen, właśc. Edward Chester Babcock (ur. 26 stycznia 1913 w Syracuse w stanie Nowy Jork, zm. 6 lutego 1990) – amerykański kompozytor muzyki rozrywkowej.
Zaczął komponować już w latach szkolnych. W l. 1930-32 uczył się teorii śpiewu. W 1934 dostał posadę pianisty w jednym z wydawnictw muzycznych. W 1938 wraz z Jimmym Dorseyem napisał swój pierwszy przebój „It's the Dreamer in Me”.
Wiele jego piosenek wylansował Frank Sinatra. Współpracował z takimi autorami tekstów jak: Eddie DeLange, Johnny Burke, Sammy Cahn.
Skomponował muzykę do wielu filmów. Otrzymał 4 Oscary za piosenki: „Swinging on a Star” (1944), „All the Way” (1947), „High Hopes” (1959), „Call Me Irresponsibile” (1963).

## Najpopularniejsze piosenki
- All the Way (1957)
- Call Me Irresponsibile (1963)
- Come Dance with Me (1959)
- Come Fly with Me (1957)
- Here's That Rainy Day (1953)
- I Thought about You (1939)
- Imagination (1940)
- It Could Happen to You (1944)
- Love and Marriage (1955)
- Personality (1946)
- Polka Dots and Moonbeams (1940)
- Swinging on a Star (1944)